# 吉通通信
吉通网络通信股份有限公司，简称“吉通公司”或“吉通”，是中国的一家已不存在的通信运营商，1994年成立，2003年彻底解散。

## 历史
1993年3月12日，中国政府部署建设国家公用经济信息通信网（即“金桥工程”）。1994年1月12日，吉通通信有限公司由原电子工业部发起成立，由电子工业部系统的一些大型国有企业参股组建，包括彩虹集团公司、中国电子信息产业集团公司、国投电子公司等30多个股东单位。吉通公司主要负责建设、运营和管理“中国金桥信息网”，另外也负责金关、金卡两个工程的运营（上述三者被合称为“三金工程”）。
1996年9月6日，吉通开始向社会公众提供国际互联网通信服务。1999年4月23日，中国政府批准吉通进行IP电话运营实验，5月17日，吉通正式在国内12个城市进行IP电话实验运营。2000年3月24日，吉通获准在全国范围运营IP电话业务；同日，吉通改制重组为“吉通网络通信股份有限公司”。
自诞生伊始，吉通就一直面临财务亏损的困境。吉通由原电子工业部发起成立，相较于中国电信和中国联通这两家原邮电部“嫡系”企业，政策上的支持较少。而且吉通主要的经营范围为数据业务和宽带业务，这在中国互联网并不发达、通信运营商仍以语音业务为主的20世纪90年代，无疑阻碍了市场拓展。进入21世纪，吉通的一系列失败的融资计划，更使得吉通的处境雪上加霜。
2002年5月16日，吉通与南方二十一省小网通公司以及北方十省电信控股公司相继瓜分合并，成为南网通北电信新的控股公司。2003年6月11日，网通宣布吉通公司不复存在，吉通的人员和业务并入各地网通和电信分支机构。按照此前网通集团对吉通财务状况的审计调查显示：截止到2002年底，吉通资产总计17亿多元，负债累计28亿元，实际处于破产状态。